# أحمد عمار (لاعب كرة قدم جزائري)
أحمد عمار (22 يونيو 1951 بسيدي بلعباس في الجزائر - ) هو لاعب كرة قدم جزائري في مركز الوسط.